# Xibeile Xiang
Xibeile Xiang (kinesiska: 西北勒, 西北勒乡) är en socken i Kina. Den ligger i provinsen Yunnan, i den sydvästra delen av landet, omkring 190 kilometer sydost om provinshuvudstaden Kunming. Antalet invånare är 10 129. Befolkningen består av 4 926 kvinnor och 5 203 män. Barn under 15 år utgör 27,0 %, vuxna 15-64 år 67 %, och äldre över 65 år 4,0 %.
Genomsnittlig årsnederbörd är 1 464 millimeter. Den regnigaste månaden är juli, med i genomsnitt 310 mm nederbörd, och den torraste är februari, med 20 mm nederbörd.